# Cobar
Cobar – miasto w Australii, w stanie Nowa Południowa Walia. Około 4,1 tysięcy mieszkańców.
Miasto leży przy Barrier Highway oznaczanej numerem A32, łączącej Adelaide z Nyngan.

## Demografia
Liczba mieszkańców Cobar według ABS:
| Rok                | 2006 | 2016 | 2021 |
| ------------------ | ---- | ---- | ---- |
| Liczba mieszkańców | 4128 | 3990 | 4129 |